# Даини, Куния
Куния Даини (яп. 大仁 邦彌; род. 12 октября 1944) — японский футболист и тренер. Выступал за сборную Японии. Был президентом Японской футбольной ассоциации

## Клубная карьера
В 1970 году после окончания университета Кэйо, Даини стал игроком «Урава Ред Даймондс» (ранее — «Мицубиси Моторс»). В составе клуба он становился чемпионом страны в 1973 и 1978 годах. Также становился обладателем Кубка Императора в 1971, 1973, 1978 и Кубка лиги в 1978 году. По окончании сезона Даини завершил игровую карьеру, сыграв 119 матчей и забив 1 гол в чемпионате. Также в 1973 году был включен в символическую сборную лиги.

## Карьера в сборной
12 июля 1972 года Даини дебютировал за сборную Японии против Камбоджи. В следующем году он участвовал в отборочных матчах к чемпионату мира, а в 1974 играл на Азиатских играх. Также за национальную команду он провел матчи квалификации на Кубок Азии 1976 и на Летние Олимпийские игры 1976 года. За неполных шесть лет в составе национальной команды Даини провел 44 матча, завершив выступления встречей с Кореей.

## Тренерская карьера
После окончания игровой карьеры Даини стал главным тренером родного «Мицубиси Моторс», в качестве преемника Кэндзо Ёкояма в 1984 году. Под его руководством клуб в течение двух лет становился бронзовым призёром национального чемпионата (1986—1988). Но в сезоне 1988/1989 команда заняла последнее место в лиге и вылетела во второй дивизион (впервые в истории клуба), и Даини ушел в отставку.
С 1992 года работал в Японской футбольной ассоциации. Занимал должности вице-президента (2006—2012) и президента (2012—2016).

## Статистика выступлений

### В клубе
| Сезон | Клуб            | Лига   | Игры | Голы |
| ----- | --------------- | ------ | ---- | ---- |
| 1970  | Мицубиси Моторс | JSL D1 | 14   | 0    |
| 1971  | Мицубиси Моторс | JSL D1 | 14   | 0    |
| 1972  | Мицубиси Моторс | JSL D1 | 14   | 0    |
| 1973  | Мицубиси Моторс | JSL D1 | 18   | 0    |
| 1974  | Мицубиси Моторс | JSL D1 | 17   | 0    |
| 1975  | Мицубиси Моторс | JSL D1 | 18   | 1    |
| 1976  | Мицубиси Моторс | JSL D1 | 18   | 0    |
| 1977  | Мицубиси Моторс | JSL D1 | 6    | 0    |
| 1978  | Мицубиси Моторс | JSL D1 | 0    | 0    |
| Итого | Итого           | Итого  | 119  | 1    |

### В сборной
| Сборная Японии | Сборная Японии | Сборная Японии |
| Год            | Игры           | Голы           |
| -------------- | -------------- | -------------- |
| 1972           | 6              | 0              |
| 1973           | 4              | 0              |
| 1974           | 7              | 0              |
| 1975           | 12             | 0              |
| 1976           | 15             | 0              |
| Итого          | 44             | 0              |